# Zoomarine
ZooMarine es un parque acuático y zoológico principalmente de fauna marina., localizado junto a la carretera EN 125 en Guia, Albufeira, en el Algarve, Portugal. Fue inaugurado el 3 de agosto de 1991.

## Atracciones
Espectáculos
- Delfines
- Leones marinos
- Papagayos
- Aves rapaces
- Aqualoucos (espectáculo con saltos de trampolín)

Atracciones
- Cine 4D
- Rueda gigante
- Búfalo
- Toboganes de agua

Otros espacios
- Piscinas
- Acuario-Museo